# 2846 Ylppö
2846 Ylppö là một tiểu hành tinh vành đai chính với chu kỳ quỹ đạo là 2114.1382112 ngày (5.79 năm).
Nó được phát hiện ngày 12 tháng 2 năm 1942.